# Viseči most
Viseči most je vrsta mostu, pri katerem je enota (nosilni del) obešena na kable čez vertikalne vešalke. Prvi sodobni mostovi te vrste  so bili zgrajeni v začetku 19. stoletja. Enostavni viseči mostovi, ki nimajo navpičnih vešalk, imajo dolgo zgodovino v številnih gorskih delih sveta.
Ta vrsta mostu ima kable obešene med pilona, vertikalne vešalke pa nosijo težo voziščne konstrukcije, po kateri teče promet. Ta ureditev omogoča, da je vozišče ravno. Tako kot druge vrste visečih mostov je ta vrsta pogosto zgrajena brez opaža.
Kabli morajo biti pritrjeni na vsakem koncu mostu, saj se vsaka obremenitev na mostu pretvori v napetost v teh glavnih kablih. Glavni kabli se nadaljujejo prek pilonov do podpore na ravni krova in so še naprej povezani s sidriščem na tleh. Vozišče je podprto z vertikalnimi vešalkami (kabli ali palicami). V nekaterih okoliščinah lahko piloni sedijo na pečini ali robu kanjona, na katerem se cesta nadaljuje neposredno na glavni razpon, sicer pa imajo mostovi običajno dva manjša razpona, ki tečeta med pilonoma in voziščem na terenu.

## Zgodovina
Najzgodnejši viseči mostovi so bili iz vrvi in speljani čez brezno, vozišče je bilo na isti ravni ali je viselo pod vrvmi tako, da je imela vrv obliko verižnice.

### Predhodnik
Tibetanski svetnik in graditelj mostov Thangtong Gjalpo je v svojih različicah zgodnjih visečih mostov uporabljal železne verige. Leta 1433 je Gjalpo zgradil osem mostov v vzhodnem Butanu. Njegov zadnji ohranjeni verižni most je bil Thangtong Gjalpo v Duksumu na cesti Trašijangce, ki je bil dokončno odstranjen leta 2004. Gjalpovi verižni mostovi niso imeli vešalk za krov mostu, ki jih imajo vsi sodobni viseči mostovi. Namesto tega je za ograjo in pohodno površino uporabljal žice. Pred uporabo železnih verig je verjetno uporabljal vrvi, spletene iz vrbe ali jakovih kož.

### Prvi projekt
Prvi projekt za most, ki spominja na sodobni viseči most, pripisujejo benečanskemu gradbenemu mojstru iz Dalmacije Faustu Vrančiću, katerega knjiga Machinae Novae (1595) vsebuje risbe za leseni in viseči most iz vrvi in hibridni viseči/kabelski most s poševnimi železnimi trakovi.
Prvi ameriški železni verižni viseči most je bil Jakobov Creek Bridge (1801) v okrožju Westmoreland, Pensilvanija, ki ga je zasnoval izumitelj James Finley. Finleyjev most je bil prvi, ki je imel vse potrebne sestavine sodobnega visečega mostu, tudi visečo voziščno konstrukcijo, ki visi iz vozlišč. Finley je patentiral svoj projekt leta 1808 in ga objavil v reviji Philadelphia, The Port Folio, leta 1810.
Zgodnji britanski verižni mostovi so most Dryburgh Abbey (1817) in 137 m dolg most Union (1820) z razpetinami, ki so hitro narasle na 176 m pri Menajskem mostu (1826). Viseči most Clifton (zasnovan leta 1831, dokončan leta 1864) z 214 m glavnega razpona je eden najdaljših na paraboličnih ločnih verigah.

### Jeklena vrv
Prvi viseči most iz jeklene vrvi je bil most Spider v Falls of Schuylkillu (1816), skromna in začasna brv, zgrajena po porušitvi bližnjega verižnega mostu Jamesa Finleyja v Falls Schuylkillu (1808). Razpon brvi je bil 124 m, širina vozišča pa le 0,45 m.
Začasen enostaven viseči mostu pri Annonayu so zgradili Marc Seguin in njegovi bratje leta 1822. Razpon je le 18 m. Prvi stalni viseči most iz jeklenih vrvi je bil most Saint Antoine v Ženevi, ki ga je zgradil Guillaume Henri Dufour leta 1823 z dvema 40-metrskima razpetinama. Prvi s kabli, sestavljenimi v zraku na sodoben način, je bil Grand Pont Suspendu v Fribourgu iz 1834, ki ga je zgradil Joseph Chaley.
V Združenih državah Amerike je bil prvi večji viseči most iz jeklenih vrvi Wire Bridge pri Fairmountu v Filadelfiji v Pensilvaniji. Zasnoval ga je Charles Ellet mlajši. Končan je bil leta 1842 in je imel razpon 109 m. Viseči most Niagara Falls (1847–1848) je bil opuščen pred dokončanjem. Uporabljali so ga kot oder za dvonadstropni železniški in cestni most Johna A. Roeblinga (1855).
Most Otto Beit (1938–1939) je bil prvi sodobni viseči most zunaj ZDA, zgrajen z vzporednimi jeklenimi kabli.
- Risba mostu Čakzam južno od Lase, zgrajen leta 1430, z visečimi kabli med stolpi in vertikalno obešenimi kabli, ki nosijo težo poti za pešce spodaj
- Most s poševnimi zategami renesančnega mojstra Fausta Vrančića, 1595/1616
- Pogled na verižni most Jamesa Finleyja (1810). Verjetno je Finleyjev tudi verižni most pri Falls of Schuylkillu (1808).
- Most Wire pri Fairmountu (1842, zamenjan 1874)

## Konstrukcija

### Analiza konstrukcije
Glavne sile v visečem mostu katere koli vrste so napetosti v kablih in stiskanje v stebrih. Ker skoraj vse sile na stebrih delujejo navpično navzdol in so prav tako stabilizirane z glavnimi kabli, so lahko stebri precej vitki, kot na primer pri mostu čez Severn na meji Walesa in Anglije.
V visečem krovu mostu kabli visijo prek pilonov in držijo voziščno konstrukcijo. Masa se prenese prek kablov na pilone, ki prenašajo težo na tla.
Ob predpostavki zanemarljive teže v primerjavi s težo voziščne konstrukcije in vozil, ki se podpira, glavni kabli visečega mostu sestavljajo parabolo (zelo podobno kot verižnica, oblika neobremenjenega kabla preden se doda krov). V kombinaciji z razmeroma preprostimi omejitvami, dane z dejanskim krovom, to naredi viseči most veliko enostavnejši za načrtovanje in analizo mostu s poševnimi zategami, kadar je krov v kompresiji.

### Prednosti
- Pri visečih mostovih so lahko daljši glavni razponi kot pri drugih vrstah mostov.
- Potrebno je manj materiala kot pri drugih vrstah mostov, kar zmanjša stroške gradnje.
- Razen za vgradnjo prvih začasnih kablov je med gradnjo potrebno malo ali nič dostopa od spodaj, kar omogoča plovnim potem, da ostanejo odprte, medtem ko se most gradi.
- Bolje vzdržijo premike ob potresu kot težji in bolj togi mostovi.
- Mostni deli voziščne konstrukcije se lahko zamenjajo, da bi razširili prometne pasove za večja vozila ali dodali dodatno širino za ločene poti, kolesarjenje, pešce.

### Slabosti
- Lahko zahteva precejšnjo togost ali aerodinamično profiliranje, da se preprečijo tresljaji mostu zaradi močnega vetra.
- Sorazmerno nizka togost voziščne konstrukcije v primerjavi z drugimi vrstami mostov otežuje opravljanje težjega železniškega prometa, pri čemer pride do visoke koncentracije prometne obremenitve.
- Med gradnjo so potrebni dostopi od spodaj, da bi namestili začetne kable ali dvignili dele voziščne konstrukcije. Temu dostopu se je pogosto mogoče izogniti z gradnjo mostov s poševnimi zategami.

## Različice
Viseče mostove delimo:
- po delovanju sil v kablih:
  - pravi viseči mostovi: vertikalna in horizontalna komponenta sile iz kabla gre v sidrišče
  - nepravi viseči mostovi: horizontalno komponento prevzame nosilec, vertikalno sidrna konstrukcija
- po številu odprtin na:
  - most z eno odprtino: na kabel je obešen samo srednji razpon
  - most s tremi ali več odprtinami: na kabel so obešeni vsi razponi
- po statičnem načinu vzdolžnega nosilca na:
  - dvočlenkasti nosilec: nosilec je naslonjen na pilon
  - kontinuirni nosilec: elastično obešen nosilec na pilonih ima fiksno ležišče
- po razporedu vešalk na:
  - vertikalne vešalke
  - diagonalne vešalke
  - kombiniran razpored vešalk

### Mostovi s spodnjim lokom
Pri teh visečih mostovih glavni kabli v celoti visijo pod mostom, vendar so še vedno zasidrani v tla podobno kot pri običajnih. Zgrajenih je bilo zelo malo mostov te vrste, saj je krov manj stabilen. Taki so Pont des Bergues (1834), ki ga je naredil Guillaume Henri Dufour, most Micklewood Jamesa Smitha in predlog Roberta Stevensona za most čez reko Almond v bližini Edinburga.
Roeblingov Delaware akvadukt (1847) je sestavljen iz treh delov, ki jih kabli podpirajo. Struktura lesa v bistvu skriva kable in če pogledamo na hitro, ni takoj očitno, da je viseči most.

### Tipi nosilnih vrvi
Glavni kabel v starejših mostovih je pogosto narejen iz verige ali povezanih palic, sodobni mostni kabli pa so narejeni iz več žic. To omogoča večjo redundanco; če je nekaj poškodovanih, to ni velika nevarnost, a ena slaba povezava ali palica lahko povzroči propad celotnega mostu (izpad ene same palice je vzrok za propad mostu Silver čez reko Ohio). Drug razlog so povečane razdalje, inženirji niso mogli dvigniti večje verige v položaj, medtem ko so kabli lahko v veliki meri pripravljeni v zraku z začasne pešpoti.

### Voziščna konstrukcija
Večina visečih mostov ima nespremenljivo višino nosilcev za podporo vozišču, ki je praviloma paličje, zlasti zaradi neugodnih učinkov uporabe nosilne plošče, uporabljene pri porušenem mostu Tacoma Narrows (1940). Razvoj aerodinamike je omogočil ponovno uvedbo gladkih konstrukcij. Pri mostu Čian se vidita zelo oster vstopni rob in poševni nosilec za voziščno konstrukcijo.

## Sile
Tri vrste sil delujejo na vsak most: lastna teža, prometna obremenitev in dinamične obremenitve. Kot vsaka druga struktura ima tudi most težnjo, da se poruši le zaradi gravitacijskih sil, ki delujejo na material, iz katerega je most izdelan. Obremenitev se nanaša na promet, ki se premika čez most, vplivajo tudi običajni okoljski dejavniki, kot so spremembe temperature, padavine in veter. Dinamična obremenitev se nanaša na okoljske dejavnike, ki presegajo običajne vremenske razmere, dejavnike, kot so nenadni sunki vetra in potresi. Vse tri dejavnike je treba upoštevati pri načrtovanju mostu.

## Zaporedje gradnje
Tipični viseči mostovi so zgrajeni na splošno opisan način, kot je navedeno. Odvisno od dolžine in velikosti je lahko most zgrajen kjer koli v  letu in pol do deset let, na primer Akaši-Kaikjo so začeli graditi maja 1986 in ga končali maja 1998 – skupaj 12 let.
1. Piloni so temeljeni na podvodnih pilotih, potopljenih kesonih in v mehkem dnu izkopani za temelj. Če je temelj preglobok, da bi izdelali izkop ali potopili kesone, se izdela postelja iz kamnitih vrst materiala, lahko je tudi betonska plošča. Stebri se nato razširijo nad vodno gladino, kjer so pokriti s podstavkom (bazo) za pilone.
2. Kadar so piloni zgrajeni na kopnem, se uporablja globoko temeljenje.
3. Iz temeljev se zgradijo piloni, ki so lahko enojni ali drugih oblik, zgrajeni iz armiranega betona visoke trdnosti, kamna ali jekla.
4. Velike naprave, imenovane sedla, ki nosijo glavne kable, so postavljene na vrhu pilonov. Običajno so iz litega jekla, lahko so izdelani tudi iz zakovičenih oblik, ter opremljeni s kolesci, da se glavni kabli lahko premikajo med gradnjo in ob obremenitvah.
5. Pritrdišča (sidrišča) so zgrajena običajno v povezavi s piloni, da se uprejo napetosti kablov in sestavljajo glavno sidro sistema za celotno strukturo. Ti so običajno zasidrani v skali dobre kakovosti, sestavljene iz masivnih železobetonskih elementov znotraj izkopa. Struktura sidrišča ima več štrlečih odprtin za vijake, zaprte v varnem prostoru.
6. Začasne viseče pešpoti, imenovane brvi, so nato postavljene s pomočjo vrste vodilnih žic, dvignjenih na svoje mesto s pomočjo vitla, postavljenega na vrhu pilonov. Te brvi sledijo krivulji verižnice.
7. Nato namestijo glavne kable.
8. Na določenih točkah vzdolž glavnega kabla se namestijo jeklene vrvi, imenovane vešalke. Vsaka vešalka je zasnovana in narezana na natančno dolžino. Pri nekaterih mostovih, pri katerih so piloni blizu ali na obali, se lahko vešalke uporabijo samo za osrednji razpon. Vešalke imajo vrsto jeklenih podložk, potrebnih za pritrditev voziščne konstrukcije.
9. S posebnimi dvižnimi škripci se dvignejo montažni deli mostu na ustrezno raven, če lokalne razmere omogočajo, da se opravljajo dela pod mostom. V nasprotnem primeru se uporablja prostokonzolna gradnja, ki se začne od pilonov navzven. Po končani montaži krova dodana obremenitev potegne glavne kable v obliko matematične parabole, medtem ko se lok krova oblikuje v lahnem loku navzgor. Obokana oblika daje strukturi večjo togost in moč.
10. Po končani osnovni konstrukciji se vgradijo različne podrobnosti, kot so osvetlitev, ograje, pleskanje in tlakovanje.

## Najdaljši razponi
Viseči mostovi so običajno razvrščeni po dolžini njihovega glavnega razpona. Navajamo deset mostov z zdaj najdaljšimi razponi s podatkom o dolžini in letu, ko je bil most odprt za promet.
1. Most Akaši-Kaikjo (Japonska), 1991 m – 1998
2. Most Xihoumen (Kitajska), 1650 m – 2009
3. Most Great Belt (Danska), 1624 m – 1998
4. Most Yi Sun-sin (Južna Koreja), 1545 m – 2012
5. Most Runyang (Kitajska), 1490 m – 2005
6. Četrti most Nandžing Jangce (Kitajska), 1418 m – 2012
7. Most Humber (Velika Britanija), 1410 m – 1981 (najdaljši med 1981 do 1998)
8. Most Jiangyin (Kitajska), 1385 m – 1997
9. Most Hardanger (Norveška), 1380 m – 2013
10. Most Tsing Ma (Hongkong), 1377 m – 1997 (najdaljši za cesto in metro)

## Nekateri drugi mostovi
- Most Union (Anglija/Škotska, 1820), najdaljši (137 m) od 1820 do 1826. Najstarejši na svetu, še danes v uporabi.
- Roeblingov akvadukt čez reko Delaware (ZDA, 1847), najstarejši še v uporabi v ZDA.
- Viseči most Johna A. Roeblinga (ZDA, 1866), takrat najdaljši na svetu z razponom 322 m.
- Brooklynski most (ZDA, 1883), prvi jekleni viseči most.
- Most Bear Mountain (ZDA, 1924), najdaljši s 497 m od 1924 do 1926. Prvi z betonskim voziščem. Pionirska metoda gradnje.
- Most Bena Franklina (Filadelfija, PA, ZDA, 1926), kopija mostu Bear Mountain. Ima progo za metro.[11]
- Most San Francisco – Oakland Bay (ZDA, 1936). Do pred kratkim je bil najdaljši jeklen visok most na svetu, razpetina 704 m.[12] Vzhodni del (konzolni most) je bil nadomeščen s samozasidranim visečim mostom, ki je najdaljši te vrste in najširši na svetu.
- Most Mackinac (ZDA, 1957), najdaljši most med sidrišči na zahodni polobli.
- Most na reki Sidu (Kitajska, 2009), najvišji most na svetu z voziščem 500 m nad nivojem reke.
- Brv čez Grabengufer, Zermatt (Švica, 2017) tudi most Charlesa Kuonena, najdaljša brv za pešce na Evropski pešpoti med Grächenom in Zermattom, dolga 494 m.[13]

## Znani porušitvi
- Silver Bridge, Point Pleasant, Zahodna Virginija – verižni cestni most, zgrajen 1928, porušil se je 1967, 46 mrtvih;
- Most Tacoma Narrows (1940), (ZDA), razpon 853 m–1940. Porušil se je štiri mesece po odprtju zaradi delovanja vetra.

## Galerija
- Most Verrazano–Narrows[14][15] povezuje Brooklyn in Staten Island čez reko Narrows v New York Cityju
- Viseči most za pešce v Osijeku, Hrvaška
- Viseči most Wheeling je začetnik ameriških velikih visečih mostov. Odprt 1851 je še vedno v uporabi.
- Suhi most v Zrenjaninu, Srbija
- Most 25. aprila v Lizboni, Portugalska
- Most Ambassador — najdaljši med letoma 1929–1931
- Most Great Belt (Storebæltsbroen), Danska
- Most Golden Gate v San Franciscu
- Mošeja Ortaköy in Bosporski most v Carigradu
- Most Mackinac v snežni nevihti
- Most Mackinac ponoči
- Viseči most v Ozolniekih, Latvija
- Verižni most v Budimpešti, Madžarska
- Most na Hennepin Avenue v Minneapolisu, Minnesota
- Most Ben Franklin, najdaljši med letoma 1926–1929
- Most Humber blizu Kingston-upon-Hulla je imel najdaljši razpon med 1981–1998
- Most Anthony Wayne, Toledo, Ohio
- Punalur Hanging Bridge
- Viseči most z izrazitim lokom
- Most Waco, Teksas (razglednica iz leta 1911)
- Zasilen most v Pakistanu
- Most Manhattan, New York City
- Most Runyang jug je najdaljši most in predor čez reko Jangce